# Úrvalsdeild Karla 1923
La Úrvalsdeild Karla 1923 fue la 12.ª edición del campeonato de fútbol islandés. El campeón fue el Fram Reykjavik, que ganó su noveno título.

## Tabla de posiciones
|  | Pos. | Equipo          | Pts | PJ | PG | PE | PP | GF | GC | DG  |
|  | ---- | --------------- | --- | -- | -- | -- | -- | -- | -- | --- |
|  | 1.   | Fram Reykjavik  | 5   | 3  | 2  | 1  | 0  | 12 | 2  | +10 |
|  | 2.   | Valur Reykjavik | 5   | 3  | 2  | 1  | 0  | 7  | 3  | +4  |
|  | 3.   | KR Reykjavik    | 1   | 3  | 0  | 1  | 2  | 3  | 10 | -7  |
|  | 4.   | Víkingur        | 1   | 3  | 0  | 1  | 2  | 2  | 9  | -7  |

Pts = Puntos; PJ = Partidos jugados; PG = Partidos ganados; PE = Partidos empatados; PP = Partidos perdidos; GF = Goles a favor; GC = Goles en contra; DG = Diferencia de gol